# اچ‌ام‌اس جونو (اف۵۲)
اچ‌ام‌اس جونو (اف۵۲) (به انگلیسی: HMS Juno (F52)) یک کشتی بود. این کشتی در سال ۱۹۶۵ ساخته شد.